# Episkopalkirche der Philippinen
Die Episkopalkirche der Philippinen (englisch Episcopal Church in the Philippines) ist eine Mitgliedskirche der Anglikanischen Gemeinschaft auf den Philippinen und hat ihren Ursprung in der Kolonisierung des weitestgehend katholischen Landes durch die US-Amerikaner im Jahre 1898. Wie andere anglikanische Kirchen steht auch sie in Gemeinschaft mit der Utrechter Union der Altkatholischen Kirchen.
Als erster anglikanischer Bischof auf den Philippinen, die damals noch ein Missionsbistum der Episkopalkirche der Vereinigten Staaten bildeten, amtierte von 1902 bis 1917 Charles Henry Brent. Bereits seit 1963 mit einheimischen Bischöfen ausgestattet, wurde die Episkopalkirche 1990 zu einer autonomen Provinz mit heute sechs Bistümern (Zentral-Philippinen, Nordzentral-Philippinen, Nördliches Luzon, Nördliche Philippinen, Santiago und Südliche Philippinen), an deren Spitze als Primas der Prime Bishop of the Episcopal Church in the Philippines (Erster Bischof der Episkopalkirche der Philippinen) steht, welcher keine eigene Diözese hat.
| Diözese                | Sitz          | Bischof                |
| ---------------------- | ------------- | ---------------------- |
| Santiago               | Santiago City | Alexander A Wandag Sr  |
| Nordluzon              | Tabuk City    | Renato M Abibico       |
| Nordphilippinen        | Bontoc        | Brent W Alawas         |
| Südphilippinen         | Cotabato City | Danilo Bustamante      |
| Zentralphilippinen     | Quezon City   | Dixie Copanut Taclobao |
| Nordzentralphilippinen | Baguio City   | Joel A Pachao          |